# Alexander Högnason
Alexander Högnason (født 7. august 1968 i Akranes, Island) er en islandsk tidligere fodboldspiller (forsvarer). 
Högnason spillede femten år for ÍA Akranes i sin fødeby, og vandt det islandske mesterskab med klubben i fem år i træk i perioden 1992-1996. Han spillede desuden tre kampe og scorede ét mål for det islandske landshold.

## Titler
Islandsk mesterskab
- 1992, 1993, 1994, 1995 og 1996 med ÍA Akranes

Islandsk pokal
- 1986, 1993, 1996 og 2000 med ÍA Akranes
- 2001 med Fylkir